# رزی بارب
رزی بارب (Pethia conchonius) گونه‌ای ماهی از خانواده کپورماهیان آب شیرین ساکن مناطق نیمه گرمسیری است که در جنوب آسیا از افغانستان تا بنگلادش یافت می شود. 

## زیستگاه
رزی بارب یک ماهی همه چیزخوار است. رژیم غذایی آنها در حیات وحش و طبیعت شامل کرم ها، حشرات، سخت پوستان و مواد گیاهی است. طول عمر آنها تا 5 سال است. رزی بارب‌ها به طور بومی در دریاچه ها و آب هایی با جریان تقریباً تند و در آب و هوای نیمه گرمسیری زندگی می کنند. پارامترهای آب در زیستگاه طبیعی آنها دارای HP بین 6 تا 8 درجه، سختی آب 5 تا 19 و محدوده دمایی بین 18تا 22درجه سانتیگراد است.

## اهمیت برای انسان
این ماهی در تجارت آکواریوم جزو گونه هایی با اهمیت تجاری است و یکی از چندین گونه بارب است که برای تولید گونه های هیبرید از "تایگر بارب" استفاده می شود.

## در آکواریوم
رزی بارب گونه‌ای فعال و صلح‌جو و برای یک آکواریوم با ماهی های متنوع مناسب است. یکی از جان‌سخت ترین گونه های بارب، بی نیاز به مراقبتی خاص و زیبا. در طول دوره جفت گیری به طور چشمگیرتری پررنگ می شود. می‌توان آنها را همراه با سایر ماهی‌های کوچک نگه داشت، اما می‌تواند کمی در مقابل ماهی‌های دیگر تهاجمی باشد و باله‌های آن‌ها را نیش (نوک) بزند. آنها بیشتر غذاهایی را که برایشان ریخته میشود را می خورند. بهتر است در گروه های 5 تایی یا بیشتر در یک آکواریوم با طول حداقل 76 سانتیمتر (30 اینچ) نگهداری کنید. معمولا حداکثر تا 4 اینچ (10.2 سانتیمتر رشد میکنند. استفاده از شن تیره در کف آکواریوم رنگ ماهی را بهتر نشان می دهد.

## همچنین ببینید
- لیست گونه های ماهی آکواریومی آب شیرین

## مراجع
- Richter, H. J. (February 1982). "Notes on Breeding the Rosy Barb". Tropical Fish Hobbyist. 30 (6): 14–15.

1. ↑  Dahanukar, N. 2010. Pethia conchonius. In: IUCN 2012. IUCN Red List of Threatened Species. Version 2012.2. <www.iucnredlist.org>. Downloaded on 3 May 2013.
2. ↑  Pethiyagoda, R., Meegaskumbura, M. & Maduwage, K. (2012): A synopsis of the South Asian fishes referred to Puntius (Pisces: Cyprinidae). بایگانی‌شده  در ۱۹ نوامبر ۲۰۱۲ توسط Wayback Machine Ichthyological Exploration of Freshwaters, 23 (1): 69-95.